# Ossie Moore
Ossie Moore (Murwillumbah, 6 juli 1958) is een golfprofessional uit Australië. Hij speelde op de Europese PGA Tour van 1983-1991. Hij wil Ossie genoemd worden.

## Amateur
Ossie groeide in Queensland op. Hij ging naar de Miami High School en won het Australisch Scholenkampioenschap. Hij was lid van de Southport Golf Club waar hij tweemaal kampioen werd. Hij kreeg een studiebeurs om in de Verenigde Staten te studeren.
Hij was de eerste spelers van de Gold Coast die het Australisch Amateur won.

### Gewonnen
- 1981: clubkampioen van de Southport Golf Club (jeugd en heren), Australisch Amateur Kampioenschap op Royal Adelaide
- 1982: clubkampioen van de Royal Queensland Golf Club (jeugd en heren)

## Professional
Ossie werd in 1983 professional. Hij won weinig maar eindigde bijna altijd in de top-10. Hij was een van de eerste spelers die streefde naar een mechanische swing om daarmee een consistent resultaat te bereiken. In 1985 won hij de Australische Order of Merit.
In 1986 werd Ossie 70ste en in 1987 44ste bij het Brits Open.
Ossie ging lesgeven op Sanctuary Cove en trad op als televisie-commentator van golftoernooien.
Op 30 november 1999 werd Ossie toegevoegd aan de Gold Coast Sporting Hall of Fame.

### Gewonnen
- 1984: National Panasonic Nedlands Masters
- 1986: Victorian Open (-8)[3], Queensland PGA op Indooroopilly
- 1989: Australian Matchplay Championship
- 1992: Queensland PGA op Gainsborough Greens